# Transports à Cracovie

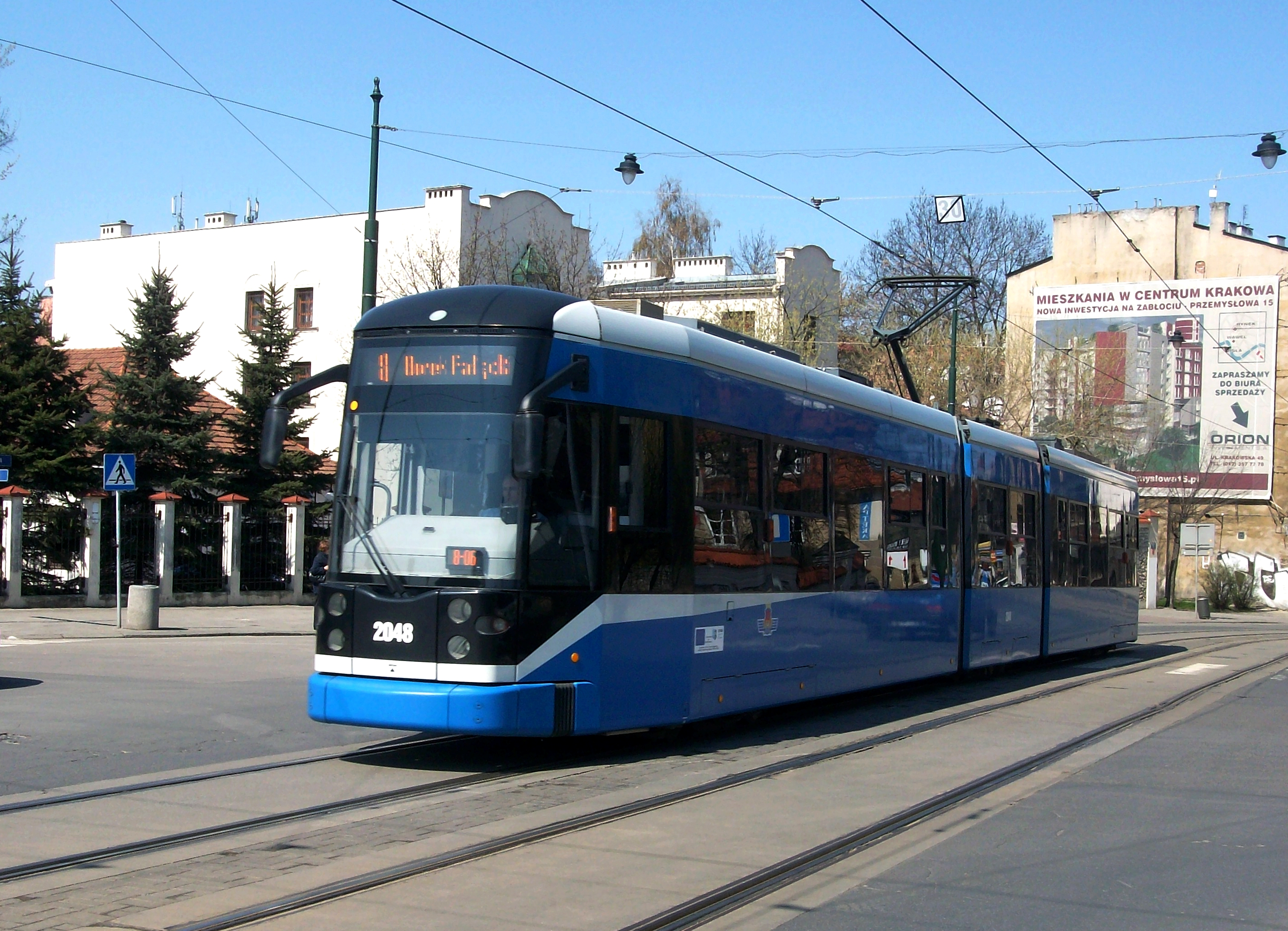
Bombardier Flexity Classic NGT6-2, rue Krakowska

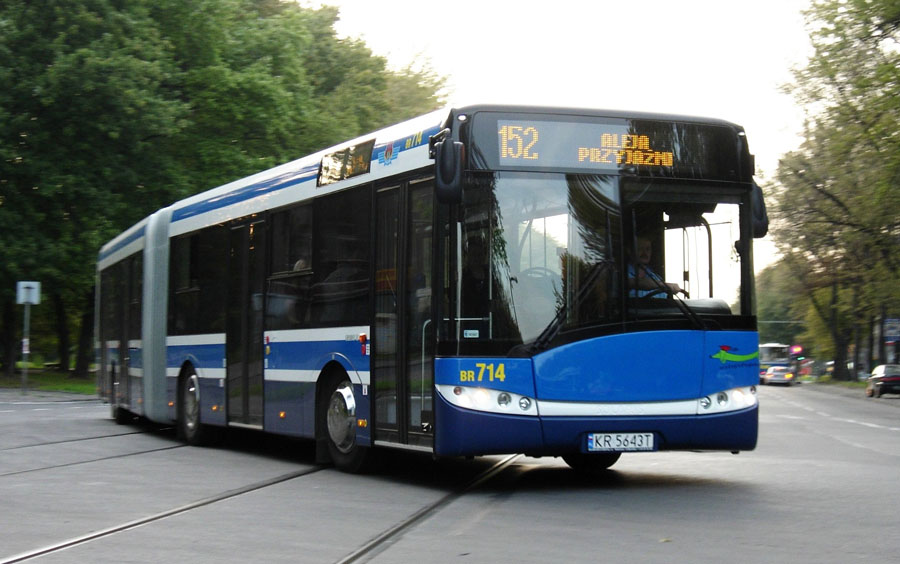
Solaris Urbino 18 arrive à son terminus, Aleja Przyjaźni (Avenue de l’amitié).

La ville de Cracovie compte 757 430 habitants (2005). Les transports publics (les réseaux des bus et des tramways) sont gérés et financés par la ZIKiT (Zarząd Infrastruktury Komunalnej i Transportu – Régie de l'infrastructure communale et des transports), et effectués majoritairement par la MPK (Miejskie Przedsiębiorstwo Komunikacyjne - Société municipale de transport). Le premier opérateur privé, choisi à la suite d'un appel d'offres, a été introduit le 1er mai 2008. Il s'agit d'Egged-Mobilis.

## Historique
- 1875 - Mise en service de la première ligne d'omnibus - le début des transports en commun à Cracovie[1]
- 1882 - Inauguration de la première ligne de tramway hippomobile.
- 1901 - Ouverture de la première ligne de tramway électrique.
- 1917 - Les premiers tramways traversent la Vistule en se rendant à Podgórze.
- 1927 - Mise en service de premières lignes de bus.
- 1951 - Création de la MPK qui est l'opérateur majoritaire jusqu'à présent.
- 1952 - Ouverture de la première ligne de tramway reliant le centre-ville à Nowa Huta.
- 1969 - Achat de premières tramways articulés.
- 1994 - Achat du premier bus à plancher bas.
- 1999 - Achat du premier tramway à plancher bas.
- 2001 - Ouverture du premier tronçon de tramway rapide menant à la cité de Kurdwanów.
- 2008 - Ouverture du premier tunnel pour les tramways, ce qui achève la construction de la première ligne de tramway rapide.

## Réseau tramway

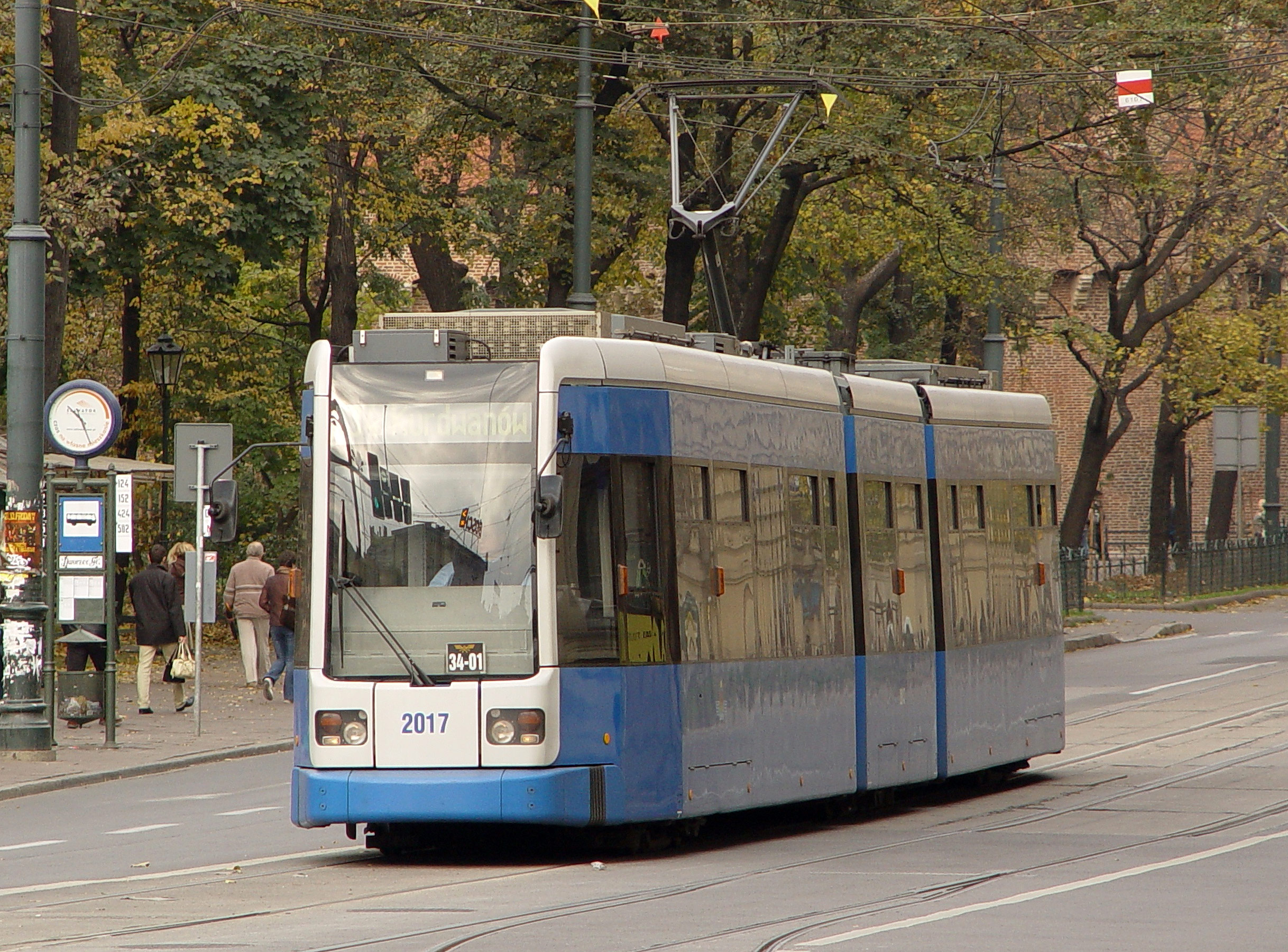
Bombardier Flexity Classic (NGT6) à Cracovie, rue Basztowa

- On dénombre vingt-quatre lignes de tramway, numérotées de 1 à 24 (avec deux numéros non attribués), 50 et 52.
- Il y a trois lignes de nuit, numérotées 62, 64 et 69.
- En cas de travaux, des lignes de remplacement peuvent être mises en œuvre ; elles sont numérotées de 70 à 79.
- Les lignes spéciales sont numérotées de 80 à 88. Elles sont mises en service par exemple à l'occasion de la Toussaint - pour accueillir l'afflux exceptionnel de voyageurs se rendant au cimetière sur les tombes d'amis ou de parents.

L'intervalle de passage des tramways est de 10 minutes sur la majorité des lignes. Sur une partie des lignes, il peut être de 20 minutes en heures creuses. Sur certaines lignes l'intervalle de base est de 20 minutes. Trois lignes avec la plus grande affluence de voyageurs apparaissent aux arrêts toutes les 5 minues.
Le réseau continue de s'étendre puisque le 11 décembre 2008 une ligne menant de Kurdwanów à Krowodrza Górka, empruntant en centre-ville un tunnel de deux kilomètres (où se situent deux arrêts souterrains) a été inaugurée, constituant un semi-métro. Le 19 novembre 2010, la ligne de tramway menant à Płaszów a été ouverte. Une extension visant à desservir le 3e campus de l’Université Jagellonne a été inaugurée en 2012. Ensuite une estacade enjambant les voies de triage des chemins de fer a été également ouverte en assurant une connexion directe entre le sud-est de la ville et le quartier de Płaszów. D'autres projets d'extension du réseau sont en cours ou à l'étude.

## Les lignes de bus

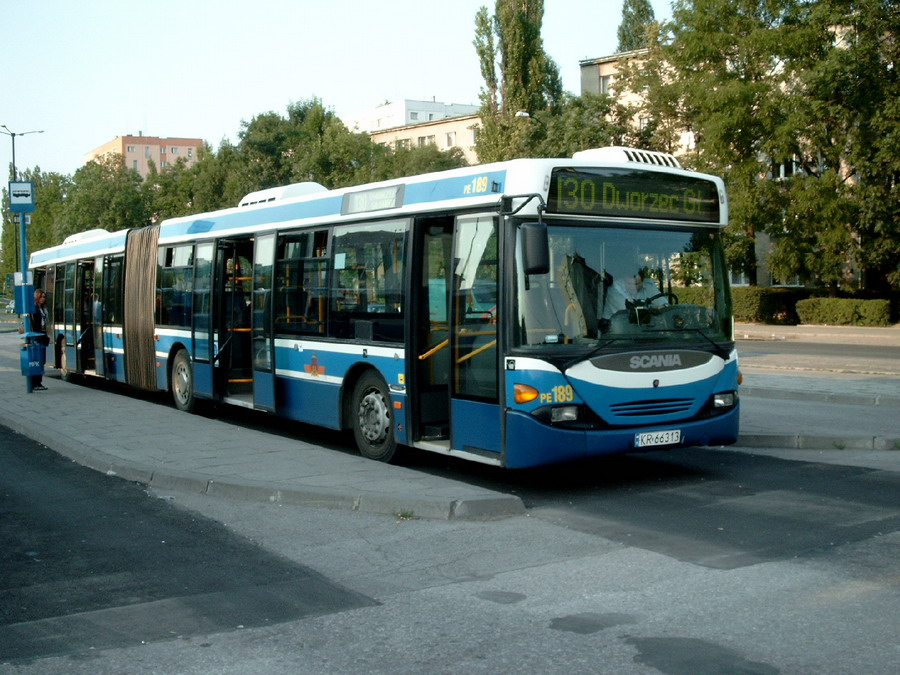
Scania CN94UA à Cracovie, terminus Azory. La ligne 130 relie cette grande cité cracovienne à la Gare centrale (Dworzec Główny)

Le réseau de bus complète le réseau de tramways. Un nouveau système de numérotation est entré en vigueur le 1er janvier 2008, ainsi :
- Les lignes habituelles, à circulation régulière, sont numérotées de 100 à 199. L'intervalle de passage entre les bus varie de dix à vingt minutes ; sur certaines lignes, qui relient les  zones rurales anciennement rattachées administrativement à Cracovie, les bus circulent plus rarement.
- Les lignes suburbaines reliant Cracovie et la banlieue sont numérotées de 200 à 299.
- Les lignes suburbaines rapides (dont les bus ne s’arrêtent pas à chaque arrêt) sont numérotées de 300 à 399.
- Les numéros de 400 à 499 désignent les variants des lignes habituelles (100-199), si la variation ne concerne que l'un des terminus, souvent dans l'autre direction la ligne circule sous son numéro de base.
- Les lignes rapides portent des numéros entre 500 et 599.
- Les bus de nuit (23 h à 5 h)  portent des numéros allant de 600 à 699 ; ces lignes relient les quartiers distants au centre-ville. Leurs horaires sont coordonnés pour faciliter les correspondances à l’arrêt Dworzec Główny - Gare centrale. Les bus de ces lignes circulent toutes les heures, voire toutes les demi-heures le week-end sur certaines lignes.
- Des lignes temporaires, de remplacement, sont numérotées de 700 à 799 ; elles peuvent être mises en service à l'occasion de travaux.
- Les lignes spéciales (mises en service par exemple pendant la Toussaint) sont numérotées de 800 à 899.
- Les numéros de 900 à 999 désignent les lignes suburbaines de nuit.

Le nouveau type de prestation a démarré le 14 juillet 2007. Il s'agit du "télébus" (telebus en polonais) - les lignes de bus flexibles dont le parcours et les heures de passage varient selon les besoins des usagers qui peuvent commander les bus grâce à une ligne téléphonique spéciale, exactement comme s'il s'agissait d'un taxi. Ce service dessert la région de Rybitwy qui se caractérise par une basse densité d'habitation. Le projet de télébus est réalisé en coopération avec la ville italienne de Gênes où il avait été introduit pour la première fois. Il s'inscrit dans les projets d'amélioration des transports publics dans le cadre du projet européen Civitas Caravel.

## Le matériel roulant
Cracovie compte deux dépôts de tramways et trois dépôts de bus. 

### Tramways

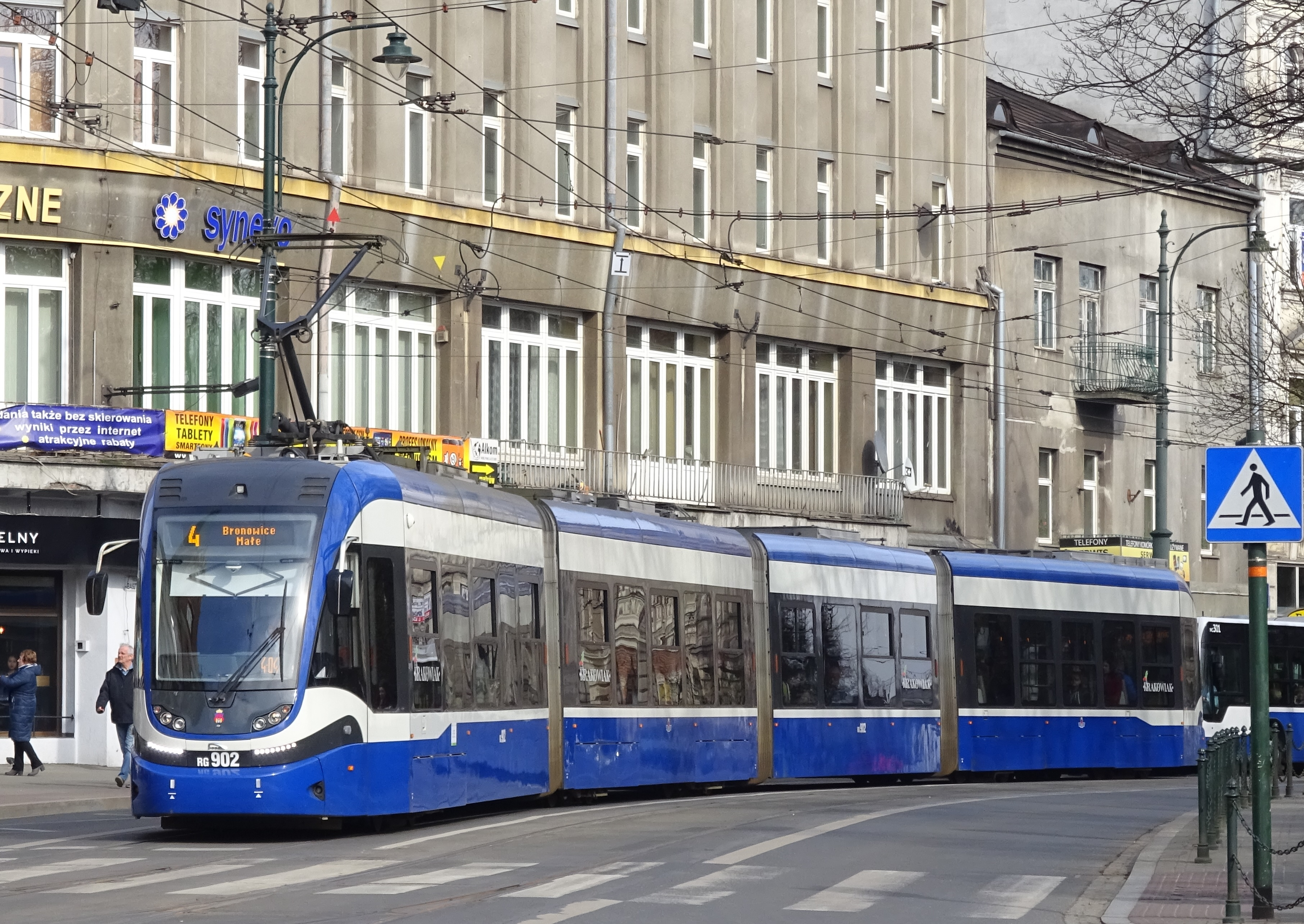
Le tramway du type Pesa 2014N traverse Rue Basztowa

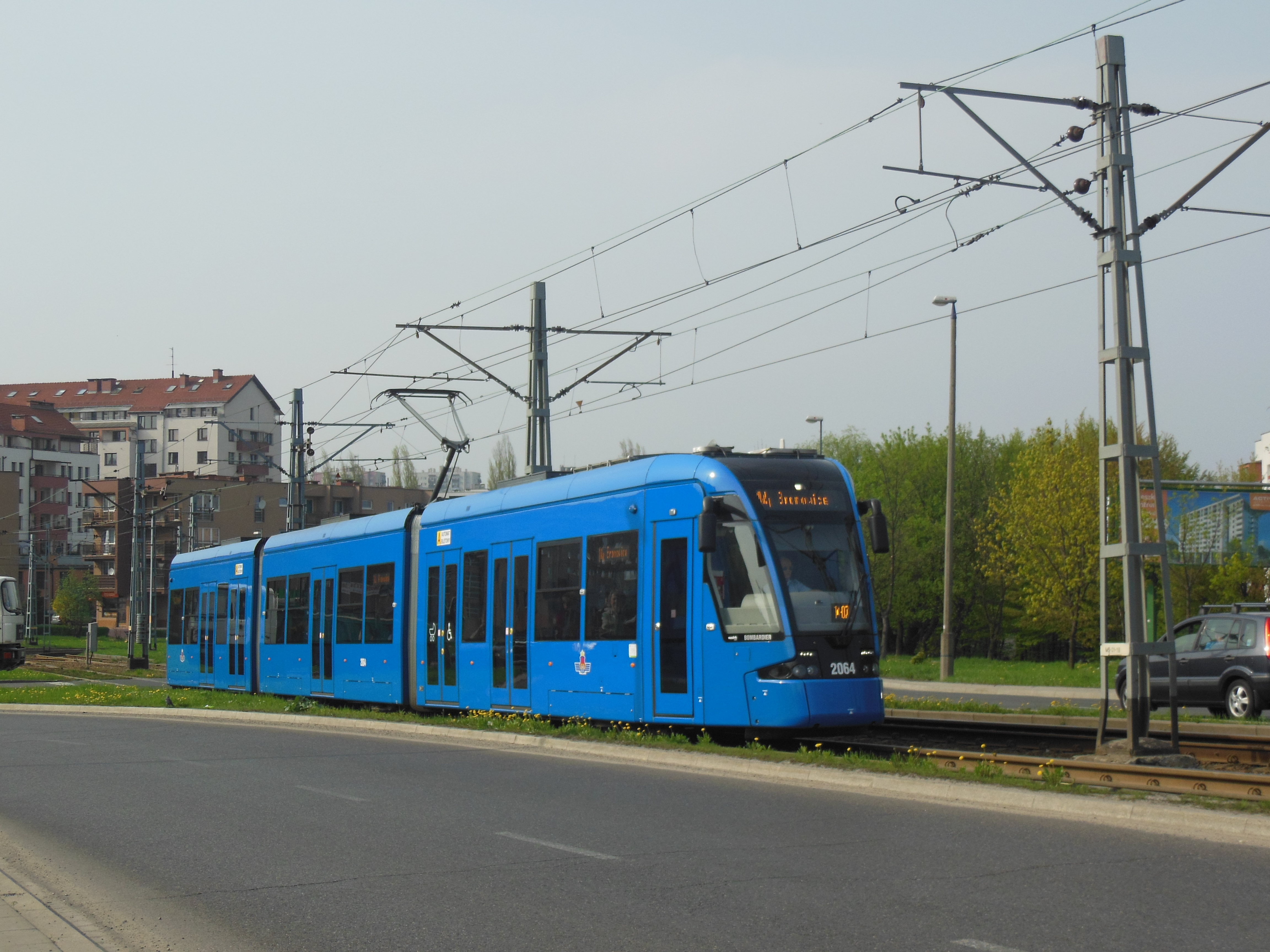
Le tramway du type Bombardier Flexity Classic (NGT8)

Les deux dépôts de tramways sont situés à Nowa Huta et Podgórze; l'un comme l'autre accueillent les voitures Konstal 105Na – le modèle de tramway le plus répandu à Cracovie, conçu à l’époque du communisme, ainsi que les voitures d’occasion E1 et c3 importés de Vienne. À la suite d'achats réguliers de tramways neufs et d'occasion, ils sont progressivement retirés du service. Dans les deux dépôts on peut aussi trouver les tramways Pesa 2014N (36 exemplaires).
Le dépôt de Nowa Huta accueille également d'autres voitures d’occasion importées de Vienne, E6 et c6' ont subi de vastes travaux comprenant l'installation d'un module à plancher surbaissé. Ce dépôt accueille également des voitures MAN N8S-NF provenant de Nuremberg, ayant une partie à plancher surbaissé.
Le dépôt de Podgórze exploite également les tramways Bombardier Flexity Classic en version NGT6 (50 exemplaires) et NGT8 (24 exemplaires) ainsi que les voitures Duewag GT8S provenant de Düsseldorf dans lesquels prochainement un module à plancher bas sera installé.

### Bus

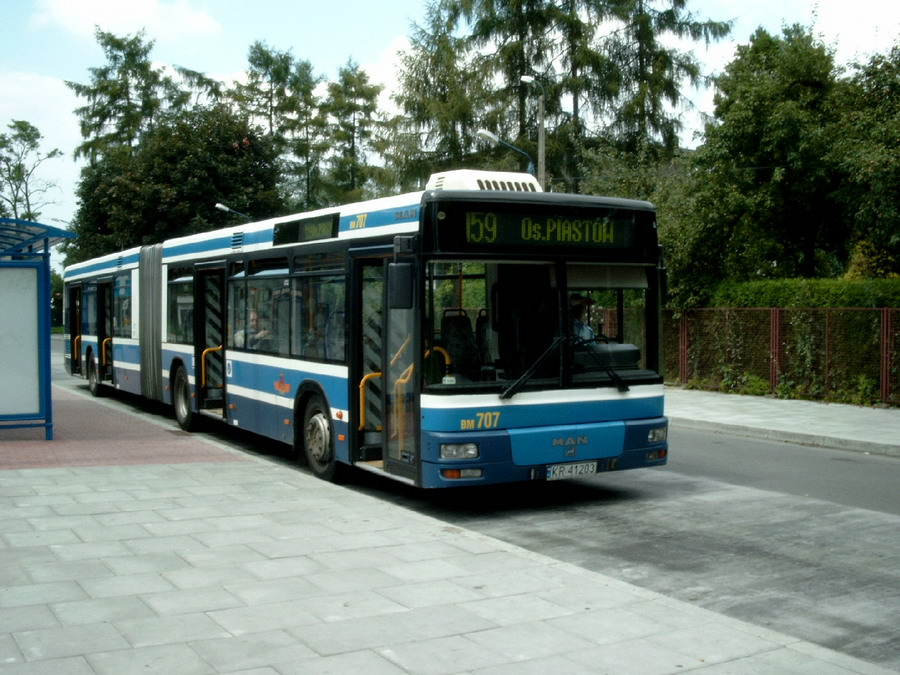
MAN NG313 à Cracovie, terminus Cichy Kącik

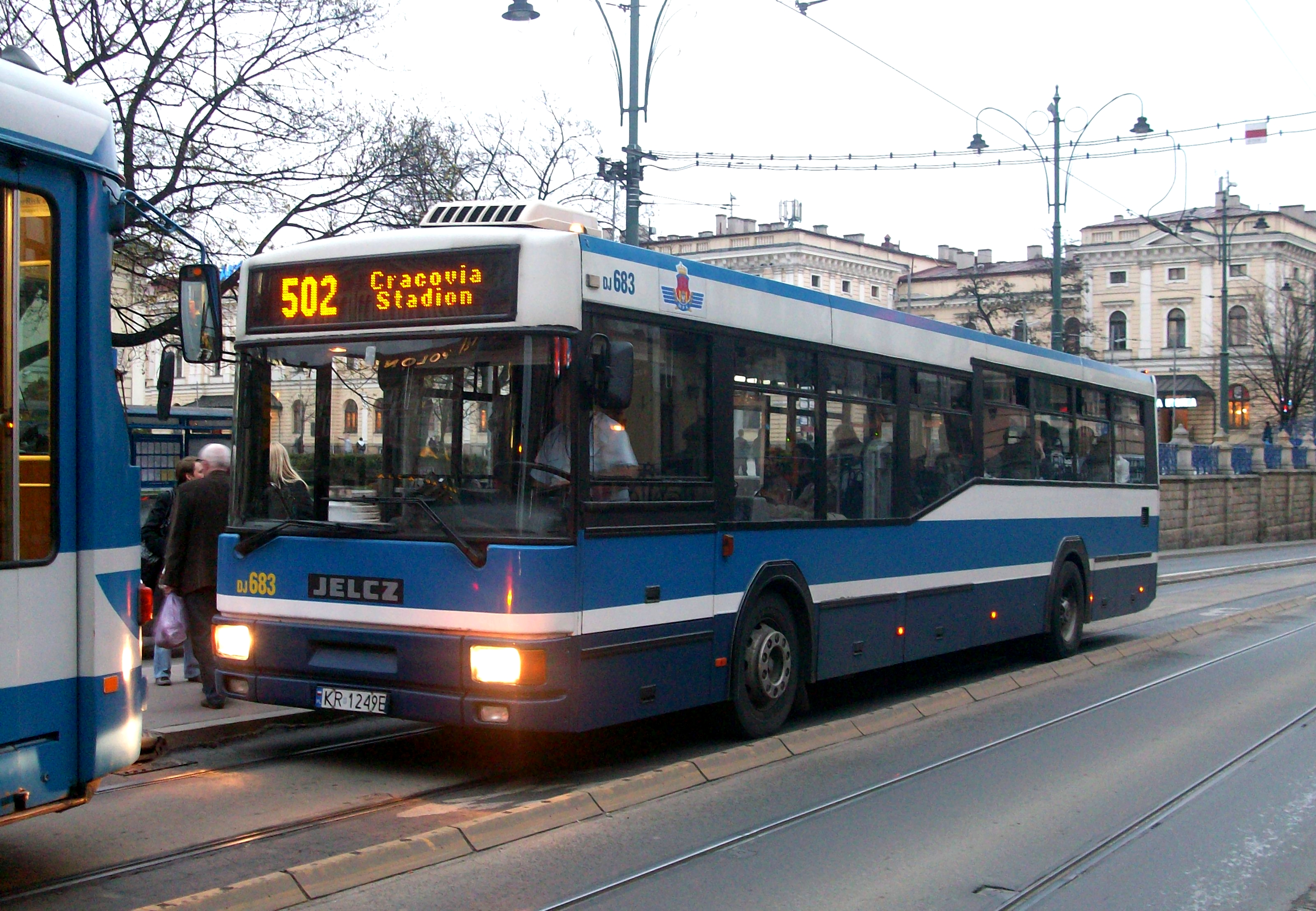
Autobus Jelcz M121MB

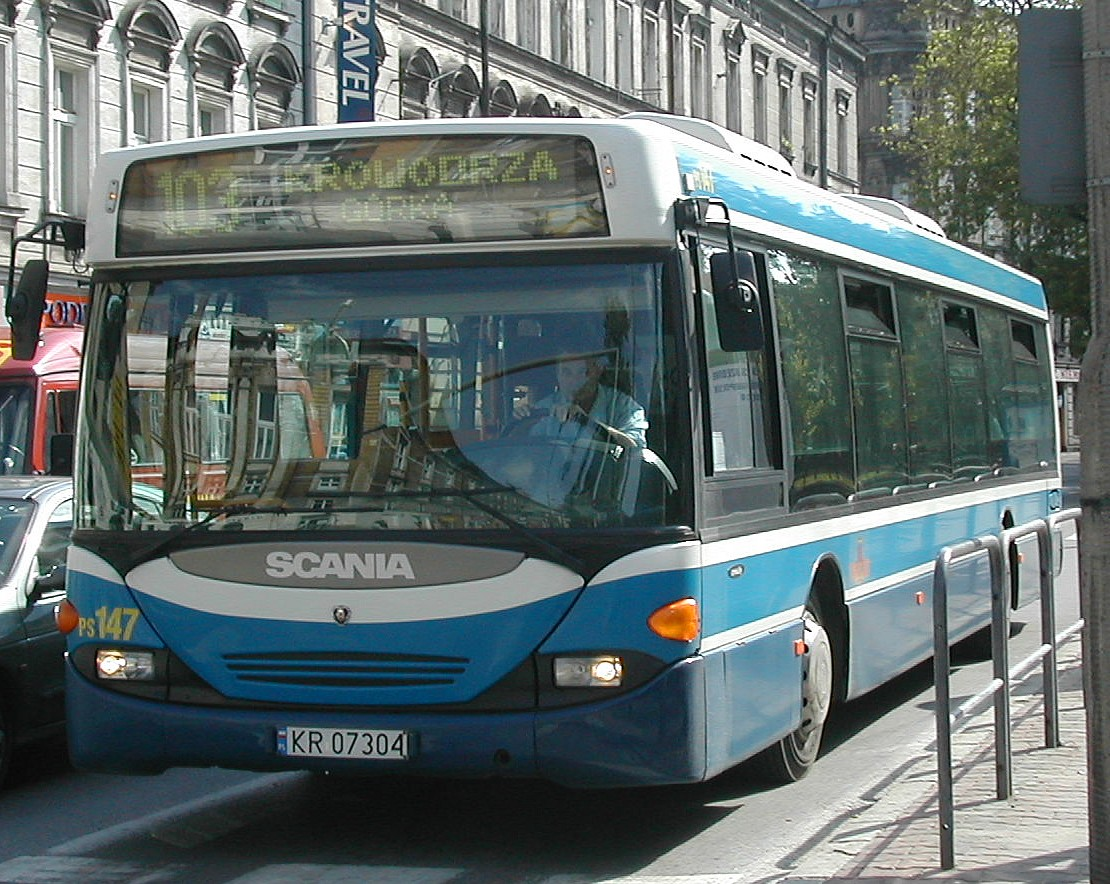
Scania CN94UA (OmniCity) à Cracovie.

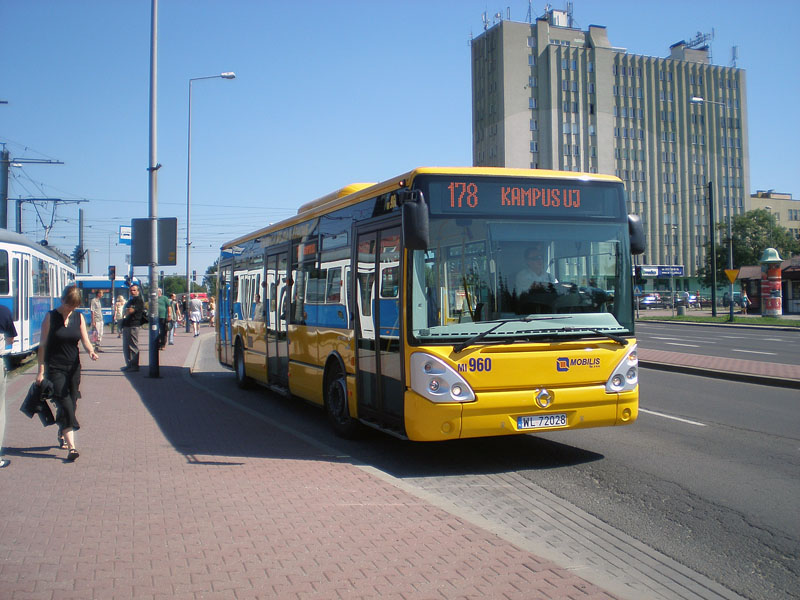
Irisbus Citelis à Cracovie. Les bus de Mobilis se distinguaient de ceux de la MPK par leur livrée jaune jusqu'au nouvel appel d'offres en 2014, remporté également par Mobilis, où la livrée bleue a été exigée

Côté bus, le dépôt de Bieńczyce regroupe les modèles équipés de moteurs MAN et DAF, le dépôt de Płaszów a regroupé les bus produits par Scania, remplacés progressivement par les Solaris et le dépôt de Wola Duchacka regroupe les bus équipés de moteur Mercedes-Benz, une partie des Solaris, aussi bien que les bus qui roulent au gaz et les bus électriques. L'opérateur privé Mobilis, quant à lui, exploite les bus Solaris Urbino 18 et Irisbus Citelis 12M.
Le parc en détail:
MPK Kraków
| ↓modèle/dépôt→                 | Bieńczyce | Płaszów | Wola Duchacka | Nombre total |
| ------------------------------ | --------- | ------- | ------------- | ------------ |
| Autosan M09LE                  | 0         | 0       | 23            | 23           |
| Jelcz M081MB                   | 18        | 2       | 27            | 47           |
| Jelcz M083C                    | 0         | 0       | 5             | 5            |
| Jelcz M121M-CNG                | 0         | 0       | 5             | 5            |
| Jelcz M121MB                   | 0         | 0       | 16            | 16           |
| Jelcz M181MB                   | 0         | 0       | 55            | 55           |
| MAN NG313                      | 5         | 0       | 0             | 5            |
| Mercedes O530                  | 0         | 0       | 8             | 8            |
| Mercedes O530G                 | 0         | 0       | 31            | 31           |
| Scania CN113CLL                | 0         | 11      | 0             | 11           |
| Scania CN94UA                  | 0         | 13      | 0             | 13           |
| Scania CN94UB                  | 0         | 5       | 0             | 5            |
| Scania N94UA Castrosua CS.40   | 0         | 6       | 0             | 6            |
| Solaris Urbino 8,9 LE Electric | 0         | 0       | 4             | 4            |
| Solaris Urbino 12              | 110       | 82      | 45            | 237          |
| Solaris Urbino 12 Electric     | 0         | 0       | 2             | 2            |
| Solaris Urbino 18              | 31        | 27      | 9             | 67           |
| Solaris Urbino 18 Hybrid       | 13        | 0       | 0             | 13           |
| SOMME                          | 177       | 146     | 231           | 560          |

Mobilis
| Modèle               | Nombre |
| -------------------- | ------ |
| AMZ City Smile 10 LF | 5      |
| AMZ City Smile 12 LF | 24     |
| Mercedes Conecto     | 1      |
| Mercedes Conecto G   | 47     |
| SOMME                | 77     |

Tous les bus à Cracovie ont un plancher bas. On peut donc conclure que le système de transports publics à Cracovie est efficace, adapté aux besoins des usagers, même handicapés.

## Les tickets
L'usager peut acheter les tickets aussi bien dans de petits kiosques multi-services que dans les distributeurs automatiques installés dans les rames et sur les quais de certains arrêts. Le conducteur peut lui aussi délivrer le ticket, mais uniquement pour un trajet simple. À Cracovie on distingue deux zones tarifaires : la zone urbaine (cela veut dire : toute Cracovie intra muros) et la zone suburbaine (desservie par les lignes numérotées de 200 à 299, de 300 à 399 et de 900 à 999). Au-delà de l'habituelle distinction entre plein tarif et tarif réduit, les tickets peuvent aussi être choisis en fonction de leur durée de validité (20 min, 50 min ou 1 trajet, 90 min, 24 h, 48 h, 72 h, 1 semaine, puis des abonnements d'un mois ou plus). Ces tickets permettent d'effectuer le nombre des correspondances illimité.

### La ligne musée de Cracovie

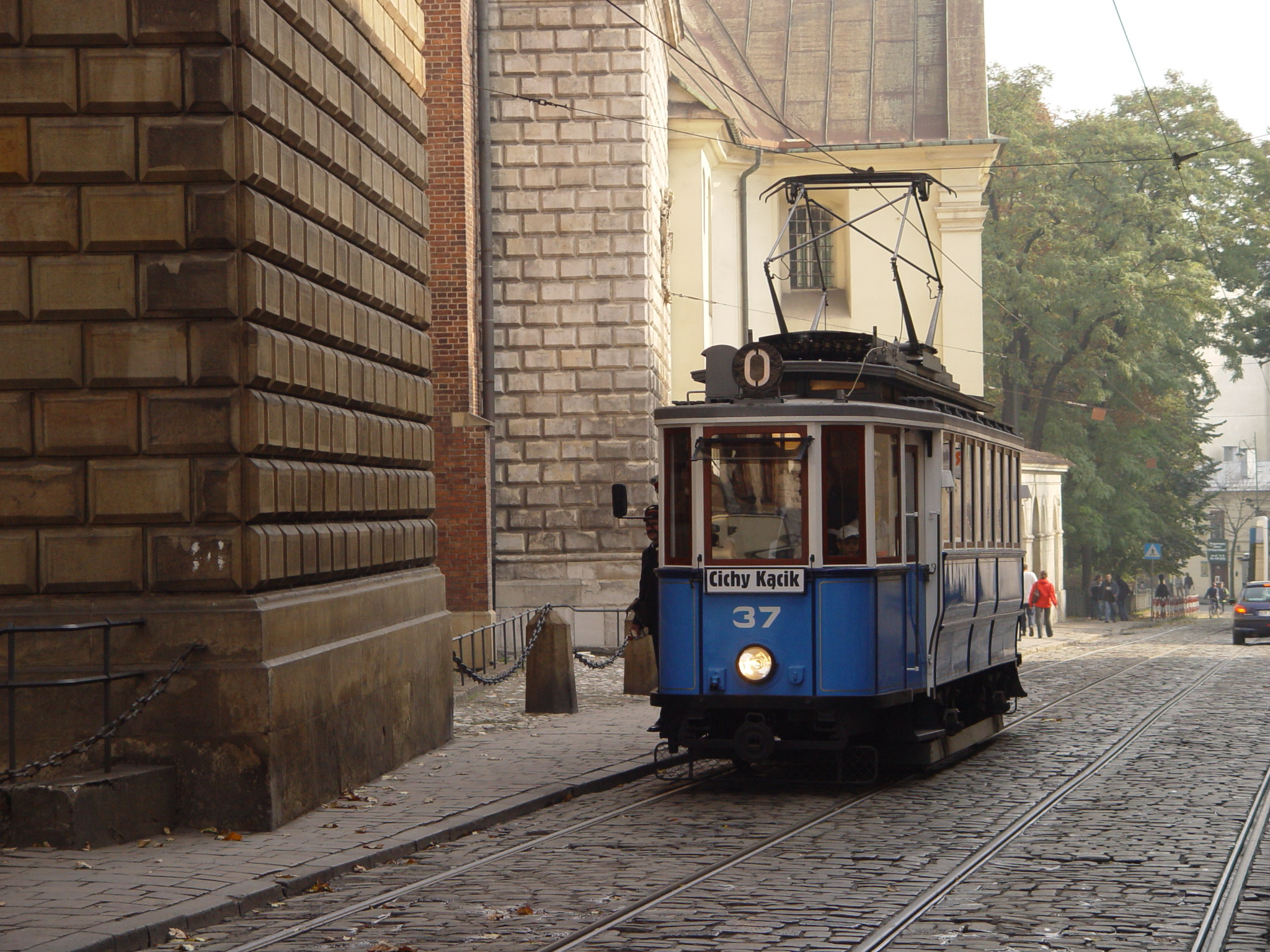
Le tramway ancien (modèle SN1 produit en 1912) en service sur la ligne-musée passe à côté de l'église des Dominicains

Depuis 2003, grâce à la Ligne-Musée de Cracovie (Krakowska Linia Muzealna), les amateurs de tramways anciens ont la possibilité d'effectuer les voyages à bord des rames qui ont été retirées de service. Ces voitures effectuent les trajets chaque dimanche pendant les vacances scolaires, et sont accessibles à tout le monde selon le tarif habituel des transports publics. Parmi les voitures qui peuvent être vues sur cette ligne, il y a des modèles conçus en 1925, 1950 et 1970. Exceptionnellement, le tramway SN1 produit en 1912 fait aussi son apparition.